# فرانس ولترز
فرانس ولترز (بالهولندية: Frans Wolters)‏ هو سياسي هولندي، ولد في 21 أكتوبر 1943 في فينلو في هولندا، وتوفي بنفس المكان في 9 فبراير 2005. حزبياً، نشط في حزب النداء الديمقراطي المسيحي والحزب الكاثوليكي الشعبي. وقد انتخب عضو مجلس نواب هولندا ‏.